# Venlafaxin
A venlafaxin (INN: venlafaxine) két aktív enantiomerrel rendelkező racemát. A feltevések szerint az antidepresszáns hatása összefügg azzal, hogy a venlafaxin potenciálja a neurotranszmitter aktivitást a központi idegrendszerben. 
A VIII. Magyar Gyógyszerkönyvben Venlafaxini hydrochloridum    néven hivatalos.  

## Hatása
Preklinikai vizsgálatok szerint a venlafaxin és annak fő metabolitja, az O-dezmetilvenlafaxin erősen gátolja a szerotonin és a noradrenalin neuronok általi újrafelvételét és gyengén gátolja a dopamin újrafelvételét. 
Állatokban végzett vizsgálatok szerint a triciklikus antidepresszánsok krónikus alkalmazás esetén csökkenthetik a β-adrenerg receptorok válaszképességét. Ezzel szemben a venlafaxin és az O-dezmetilvenlafaxin mind akut (egyszeri), mind krónikus alkalmazás esetén csökkentik a β-adrenerg válaszképességet. 
A venlafaxin és annak fő metabolitja a neurotranszmitterek újrafelvételére gyakorolt globális hatásuk tekintetében egyforma hatékonyságúnak tűnnek. 
A venlafaxinnak gyakorlatilag nincs affinitása a muszkarin-, cholinerg, H1-hisztaminerg vagy α1-adrenerg receptoraihoz in vitro. Az e receptoroknál kifejtett farmakológiai aktivitás más antidepresszáns gyógyszerek esetében látott különféle mellékhatásokkal, például anticholinerg, szedatív és kardiovaszkuláris hatásokkal függhet össze. Preklinikai rágcsáló modellekben a venlafaxin antidepresszív és anxiolitikus hatásra, valamint a kognitív funkciókat erősítő tulajdonságra utaló aktivitást mutatott.A venlafaxin nem rendelkezik monoaminoxidáz (MAO) gátló aktivitással.
In vitro vizsgálatok eredményei szerint a venlafaxinnak gyakorlatilag nincs affinitása az opiát, benzodiazepin, fenciklidin (PCP) vagy N-metil-d-aszparaginsav (NMDA) receptorokhoz. A venlafaxin ugyancsak nem vált ki noradrenalin-felszabadulást. Nem fejt ki jelentékeny stimuláló hatást a központi idegrendszerre. Főemlősökben végzett gyógyszermegkülönböztető vizsgálatokban a venlafaxin nem bizonyult jelentékeny mértékben felelősnek a serkentőszerekkel vagy az antidepresszánsokkal való visszaélésért.

## Fordítás
- Ez a szócikk részben vagy egészben  a   Venlafaxine című angol Wikipédia-szócikk fordításán alapul.  Az eredeti cikk szerkesztőit annak laptörténete sorolja fel. Ez a jelzés csupán a megfogalmazás eredetét és a szerzői jogokat jelzi, nem szolgál a cikkben szereplő információk forrásmegjelöléseként.